# La Petite Kim
 (août 2024).
Si vous disposez d'ouvrages ou d'articles de référence ou si vous connaissez des sites web de qualité traitant du thème abordé ici, merci de compléter l'article en donnant les références utiles à sa vérifiabilité et en les liant à la section « Notes et références ».
La Petite Kim est un conte pour enfants en français de Kim Yaroshevskaya publié aux Éditions Boréal à Montréal (Québec) en 1998.

## Résumé
Une petite fille de Moscou, la petite Kim, rêve d'avoir une poupée. Ses parents révolutionnaires, à cause de leurs convictions profondes, la lui refusent et décident plutôt de lui acheter un fusil jouet afin qu'elle devienne forte et courageuse. La petite Kim habille alors son fusil et le berce comme une poupée. Elle transforme aussi une cuillère à soupe en poupée. Devant sa détermination à poursuivre son rêve d'avoir une poupée coûte que coûte, ses parents finissent par se dire que leur enfant est déjà forte et courageuse et s'inclinent en lui offrant la poupée tant espérée.

## Contexte
Ce conte renvoie à l'enfance de l'autrice en Russie, avant son immigration au Québec. 

## Fiche
- Autrice : Kim Yaroshevskaya
- Illustrations : Luc Melanson
- Pagination : 22 pages et illustrations couleur